# Yifeng Liu

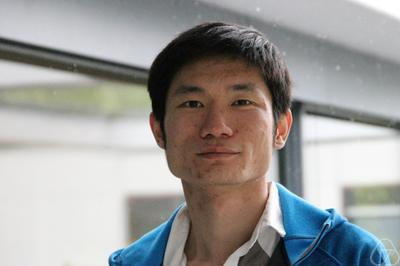
Yifeng Liu (2014)

Yifeng Liu (* 19. Juli 1985 in Shanghai) ist ein chinesischer Mathematiker und Hochschullehrer an der Yale University.
Liu studierte ab 2003 an der Universität Peking mit dem Bachelor-Abschluss und ab 2007 an der Columbia University, an der er 2012 bei Shou-Wu Zhang promoviert wurde (Arithmetic inner product formula for unitary groups). Als Post-Doktorand war er bis 2015 Moore Instructor am Massachusetts Institute of Technology. 2015 wurde er Assistant Professor an der Northwestern University, 2018 Associate Professor und 2019 Professor an der Yale University.
Er befasst sich mit Zahlentheorie, arithmetischer algebraischer Geometrie und automorphen Formen. In der Würdigung für den SASTRA Ramanujan Preis wurde zunächst die sich aus seiner Dissertation ergebenen Arbeiten über arithmetisches Theta-Lifting und Ableitungen von L-Funktionen hervorgehoben. In drei Arbeiten über Bessel- und Fourier-Jacobi-Modelle von 2016 machte er wesentliche Fortschritte zu den Gan-Gross-Prasad-Vermutungen in der Darstellungstheorie klassischer Gruppen. In einer 2018 veröffentlichten Arbeit bewies er p-adische Versionen von Theoremen von Waldspurger und Gross/Zagier. Er erweiterte auch Resultate von Kolyvagin auf höheren Rang im Rahmen der Beilinson-Bloch-Kato-Vermutungen (Alexander Beilinson, Spencer Bloch, Kazuya Kato). 2011 bewies er ein Analogon der von Yau bewiesenen Calabi-Vermutung in der nicht-archimedischen Geometrie (vollständig entartete abelsche Varietäten über p-adischen Zahlen).
2017 bis 2019 war er Sloan Research Fellow. 2018 erhielt er den SASTRA Ramanujan Prize.